# Патагонские гуси
Патагонские гуси (лат. Chloephaga) — род гусей подсемейства Tadorninae семейства утиных. Ареал — Южная Америка и Фолклендские острова. Содержит пять видов.

## Этимология
Название Chloephaga образовано от: греч. χλοη khloē «молодая зелёная трава»; -φαγος -phagos «-поедание», от φαγειν phagein «есть (глагол)».

## Классификация
Международный союз орнитологов выделяет пять видов:
- Андский гусь (Chloephaga melanoptera)[4]
- Обыкновенный магелланов гусь (Chloephaga picta)
- Патагонская казарка (Chloephaga hybrida)
- Сероголовый магелланов гусь (Chloephaga poliocephala)
- Красноголовый гусь (Chloephaga rubidiceps)